# NGC 2060
NGC 2060 är en supernovarest från en supernova i Stora magellanska molnet för cirka 5000 år sedan ur vårt perspektiv. Den är en del av Tarantelnebulosan, och namnet NGC 2060 används även för den associerade stjärnhopen. Den upptäcktes av John Herschel år 1836. En pulsar med namnet PSR J0537-6910 med rotationsperiod på 18 millisekunder upptäcktes i den år 1998.